# Buttree Puedpong
Buttree Puedpong (n. 16 octombrie 1990, Thailanda) este o sportivă ce a reprezentat Thailanda, medaliată olimpică. A participat la o ediție a Jocurilor Olimpice (2008) în care a câștigat o medalie de argint.